# Meichihuo
Meichihuo là một chi bướm đêm thuộc họ Geometridae.